# Eupithecia kolari
Eupithecia kolari là một loài bướm đêm trong họ Geometridae.